# Frédéric Lipka
Frédéric Lipka, né le 14 mars 1968 à Valenciennes, est un ancien patineur artistique français. Il a été deux fois champion de France: une première fois en individuel en 1988 et une seconde fois en couple en 1993 avec Marie-Pierre Leray comme partenaire. Aujourd'hui il poursuit sa carrière en tant que Directeur Général de Natixis Life, filiale de Natixis Assurances.

## Biographie

### Carrière sportive
Frédéric Lipka suit un cursus scolaire à l'internat de l’INSEP, tout en suivant des cours de patinage artistique de haut niveau au pôle d'entraînement de Champigny-sur-Marne où officient Didier Gailhaguet et Annick Dumont. Au niveau junior, il participe aux championnats du monde en 1984 à Sapporo.
En 1987, il obtient un Baccalauréat C et s'oriente vers les classes préparatoires scientifiques car il souhaite devenir ingénieur en aéronautique. Trois mois après la rentrée scolaire, en décembre 1987, il devient champion de France 1988 à la patinoire Clemenceau de Grenoble. Il choisit en effet de mener de front ses études supérieures et sa carrière sportive. La saison 1987/1988 marque le sommet de celle-ci car le titre national lui permet de participer aux championnats d'Europe à Prague où il se classe 11e. À la suite de ce résultat, la FFSG (Fédération française des sports de glace) ne le sélectionne pas pour représenter la France aux Jeux olympiques d'hiver de février 1988 à Calgary car son compatriote Axel Médéric qui s'est placé juste devant lui à la 10e place européenne, lui est préféré. La fédération l'envoie aux championnats du monde de mars 1988 à Budapest où il prend la 23e place. 1988 est la seule année où il réussit à se qualifier pour les grands championnats internationaux (Europe et Monde).
Il intègre ensuite une école d’ingénieur, mais échoue car les horaires ne sont pas adaptés à un sportif de haut niveau. Parallèlement, ses résultats sportifs aux championnats de France ne lui permettent plus d'être sélectionné pour les grandes compétitions internationales.
En 1991/1992, il décide de prendre une année sabbatique. Il arrête ses études et ne participe à aucune compétition sportive. Il en profite pour effectuer son service militaire.
En 1992/1993, il intègre l’École supérieure de commerce de Paris — Europe et réoriente sa carrière sportive vers le patinage en couple. Il devient alors champion de France pour la seconde fois, en décembre 1992, avec sa partenaire Marie-Pierre Leray lors des championnats de France 1993. Il patine ensuite avec une nouvelle partenaire, Émilie Gras, lors de la saison 1994/1995, avec qui il se classe 3e des championnats de France à Bordeaux.
Il quitte le patinage amateur en 1995.

### Reconversion
Frédéric Lipka ne choisit pas une carrière dans le patinage professionnel. Après avoir obtenu un diplôme de management, il intègre le service des opérations spéciales à TF1 et participe à partir de 1997 à la création du département sport au sein de la compagnie Zurich Assurances, entre au service marketing puis rejoint le comité de direction de la compagnie entre 2001 et 2004.
En 2004, lorsque Zurich Financial Services est racheté par Generali, il quitte le monde des assurances. Il crée une plateforme destinée aux sportifs de haut niveau et en devient le directeur marketing et communication. Il intègre ensuite Egis Projects, une société à dimension internationale spécialisée dans le financement et l’exploitation d’infrastructures de transports, filiale de la caisse des dépôts et consignations.
En 2007, il retourne dans le milieu des assurances en prenant la responsabilité du marketing chez Natixis Assurances. En 2010 il en prend la direction du développement, du marketing et de la communication. Il cumule cette fonction depuis 2011 en étant directeur général d'Assurances Banque populaire prévoyance, et depuis 2012 en étant membre du Comité exécutif de Natixis assurances.
Depuis le 1er juillet 2016, Frédéric Lipka est Directeur général de Natixis Life, basé au Luxembourg.

## Palmarès

### En Individuel (1983-1992)
| Compétitions principales      | 1984    | 1985    | 1986    | 1987    | 1988    | 1989    | 1990    | 1991    | 1992    |  |  |  |  |  |
| Jeux olympiques d'hiver       |         |         |         |         |         |         |         |         |         |  |  |  |  |  |
| Championnats du monde         |         |         |         |         | 23e     |         |         |         |         |  |  |  |  |  |
| Championnats d’Europe         |         |         |         |         | 11e     |         |         |         |         |  |  |  |  |  |
| Championnats de France        |         | 7e      |         | 6e      | 1er     |         | 6e      | 4e      | F       |  |  |  |  |  |
| Championnats du monde juniors | 9e      |         |         |         |         |         |         |         |         |  |  |  |  |  |
|                               |         |         |         |         |         |         |         |         |         |  |  |  |  |  |
| Autres Compétitions           | 1983/84 | 1984/85 | 1985/86 | 1986/87 | 1987/88 | 1988/89 | 1989/90 | 1990/91 | 1991/92 |  |  |  |  |  |
| Skate Canada                  |         |         |         |         |         | 10e     |         |         |         |  |  |  |  |  |
| Trophée de France             |         |         |         |         |         | 10e     | 5e      | 7e      |         |  |  |  |  |  |
| Moscou Skate                  |         |         |         |         | 5e      |         |         |         |         |  |  |  |  |  |
| Légende : F= Forfait          |         |         |         |         |         |         |         |         |         |  |  |  |  |  |

### En Couple (1992-1995)
Avec 2 partenaires:
- Marie-Pierre Leray (1992-1993)
- Émilie Gras (1994-1995)

| Compétitions principales | 1993    | 1994    | 1995    |  |  |  |  |  |  |  |  |  |  |  |
| Jeux olympiques d'hiver  |         |         |         |  |  |  |  |  |  |  |  |  |  |  |
| Championnats du monde    |         |         |         |  |  |  |  |  |  |  |  |  |  |  |
| Championnats d’Europe    | F       |         |         |  |  |  |  |  |  |  |  |  |  |  |
| Championnats de France   | 1er     |         | 3e      |  |  |  |  |  |  |  |  |  |  |  |
|                          |         |         |         |  |  |  |  |  |  |  |  |  |  |  |
| Autres Compétitions      | 1992/93 | 1993/94 | 1994/95 |  |  |  |  |  |  |  |  |  |  |  |
| Skate Canada             | 5e      |         |         |  |  |  |  |  |  |  |  |  |  |  |
| Trophée de France        |         |         | 7e      |  |  |  |  |  |  |  |  |  |  |  |
| Légende : F= Forfait     |         |         |         |  |  |  |  |  |  |  |  |  |  |  |